# Sopa de frango
Sopa de frango é uma sopa feita de frango, cozida em água com fogo brando, geralmente com vários outros ingredientes. A sopa de frango clássica consiste em um caldo de galinha, geralmente com pedaços de frango ou vegetais. Adições comuns são massa, macarrão,  ou grãos como arroz e cevada. O prato adquiriu a reputação de remédio popular para resfriado e gripe e, em muitos países, é considerado uma comida afetiva.

## História
Os seres humanos já ferviam os alimentos na época em que as galinhas foram domesticadas no Neolítico, portanto, é provável que as galinhas estivessem sendo fervidas para a sopa.
A sopa de frango americana moderna, que normalmente inclui vegetais de raiz como cenoura, cebola, alho-poró e aipo, era um alimento básico no norte da Europa e foi levada para os Estados Unidos por imigrantes.

## Modo de preparo
Variações no sabor são obtidas com a adição de vegetais de raiz, como pastinaca, batata, batata-doce e raiz de aipo; ervas como folhas de louro, salsa e endro, outros vegetais, como abobrinha, dentes de alho inteiros, alface ou tomate e pimenta-do-reino. A sopa deve ser levada a uma fervura lenta e, em seguida, cozida em uma panela tampada em fogo muito baixo de uma a três horas, acrescentando água se necessário. Às vezes, adiciona-se açafrão ou cúrcuma como corante amarelo.

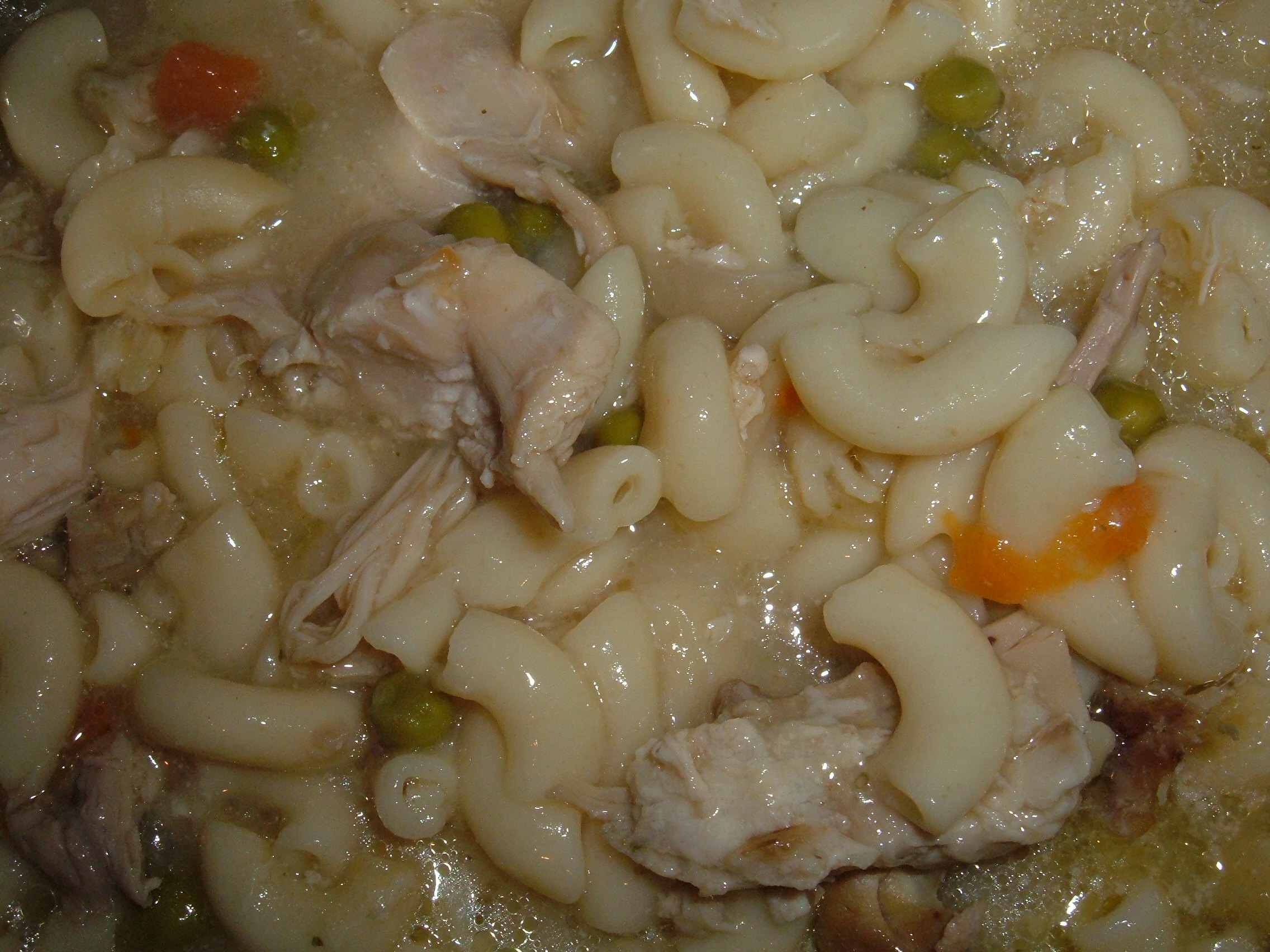
Sopa de frango caseira com macarrão, pedaços de frango, cenoura e aipo
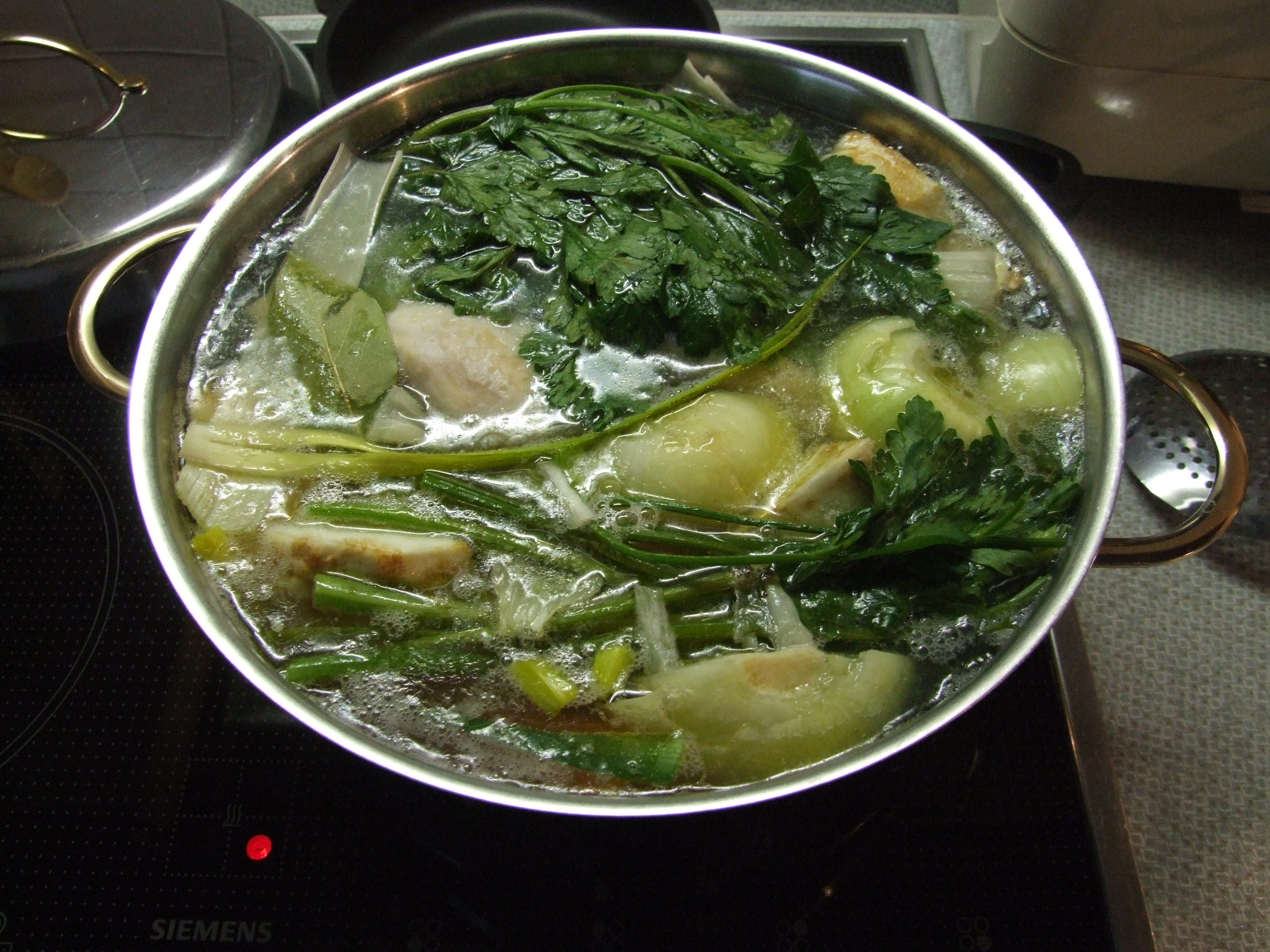
Sopa de frango com folhas verdes escuras
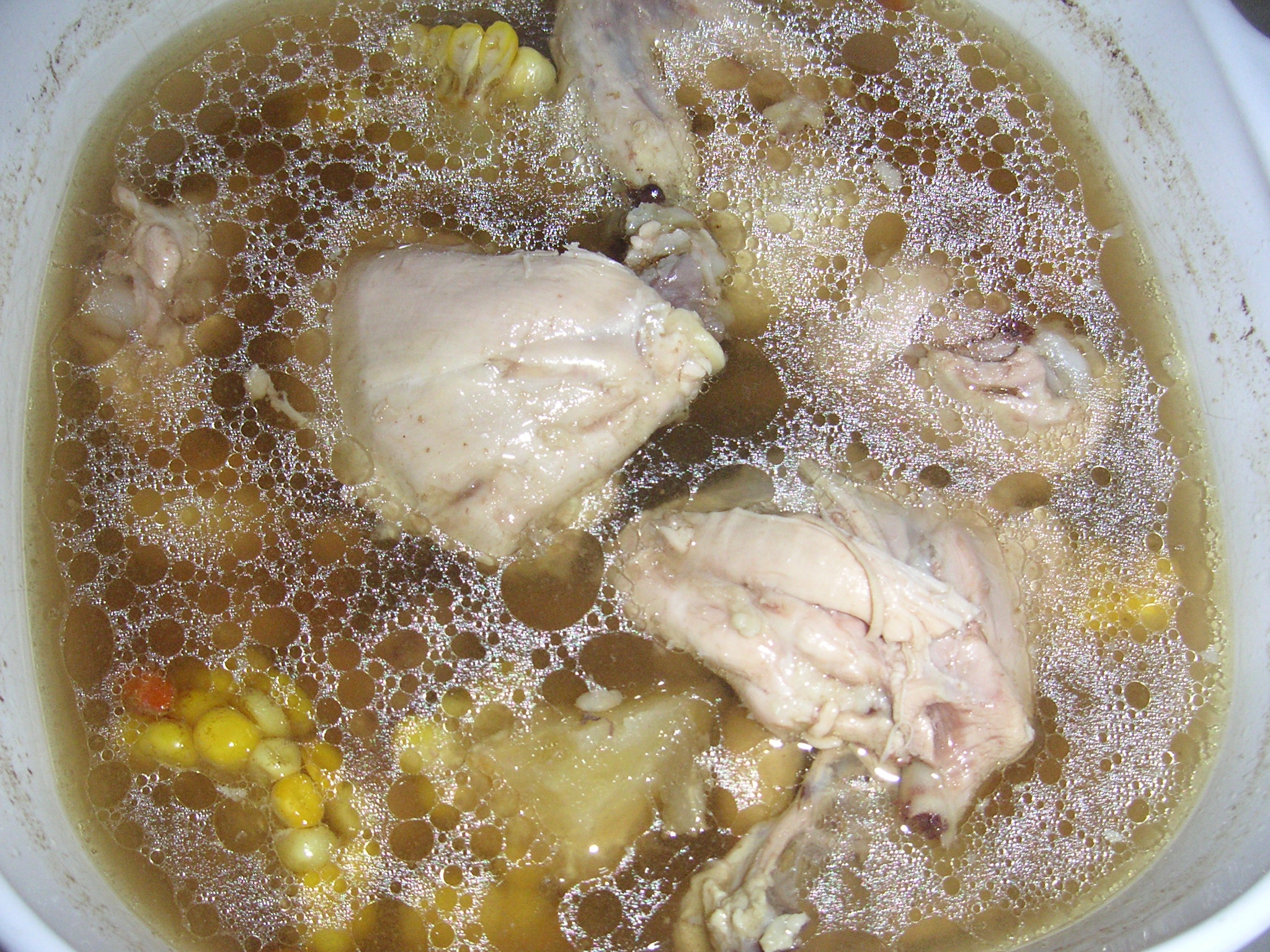
Sopa de frango no estilo do sul da China com cogumelos e pedaços de milho
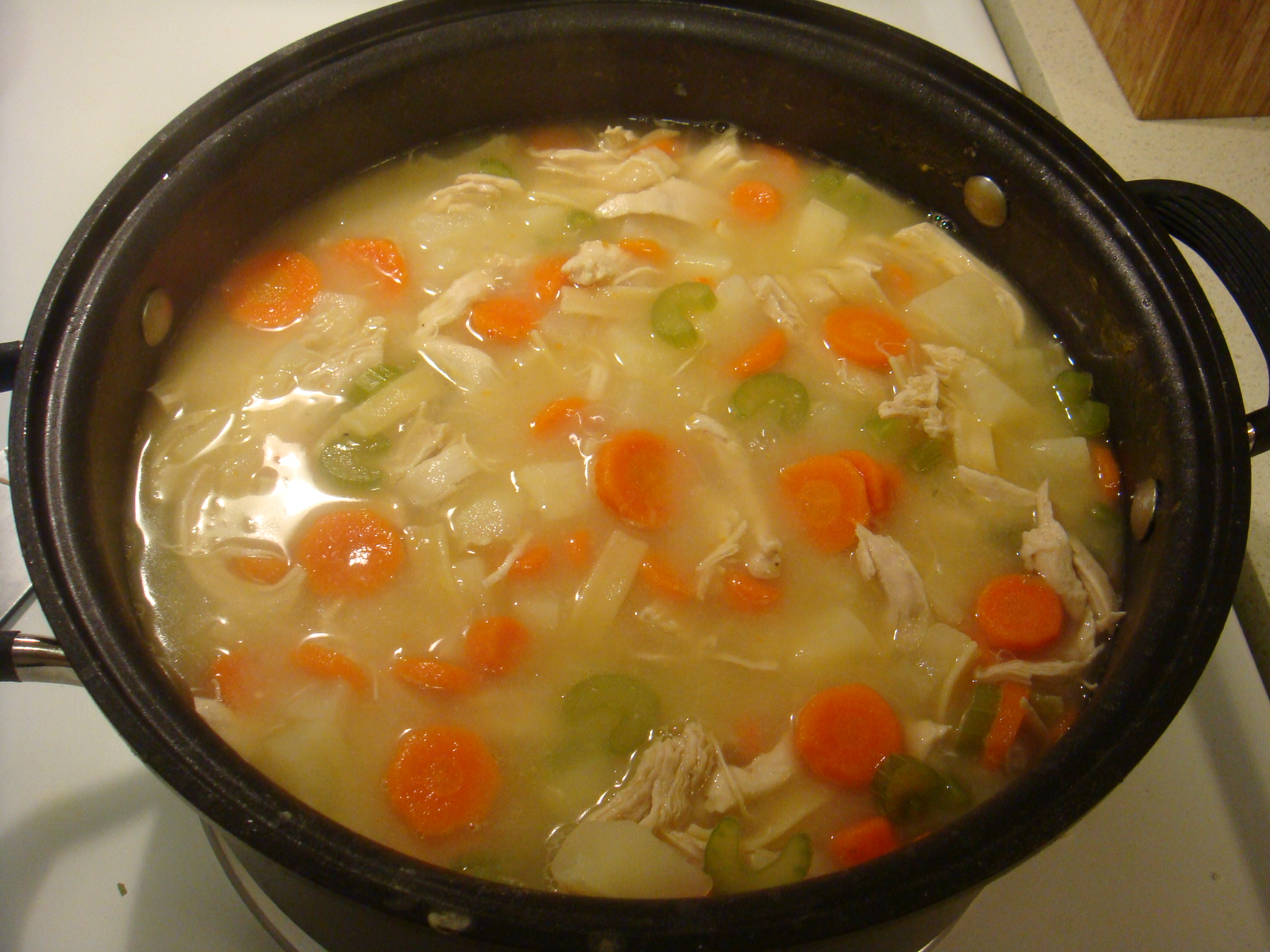
Cozimento de sopa caseira de macarrão com frango

## Valor nutricional
A sopa de frango pode ser um alimento relativamente de baixa caloria: a gordura pode ser removida resfriando a sopa após o cozimento e retirando a camada de gordura condensada da parte superior. Um estudo determinou que "o cozimento prolongado de um osso na sopa aumenta o teor de cálcio da sopa quando cozida em um pH ácido, mas não em um pH neutro".

## Terminologia
A rigor, "sopa de frango", a menos que seja especificado, implica que a "sopa" é servida como um caldo fino, com pedaços de carne e, possivelmente, legumes e macarrão, arroz, cevada ou massas.
Sopa cremosa de frango é uma sopa espessa e cremosa feita com caldo e pedaços de galinha, combinados com leite (ou creme) e farinha, que pode conter pedaços de vegetais, dependendo da receita.

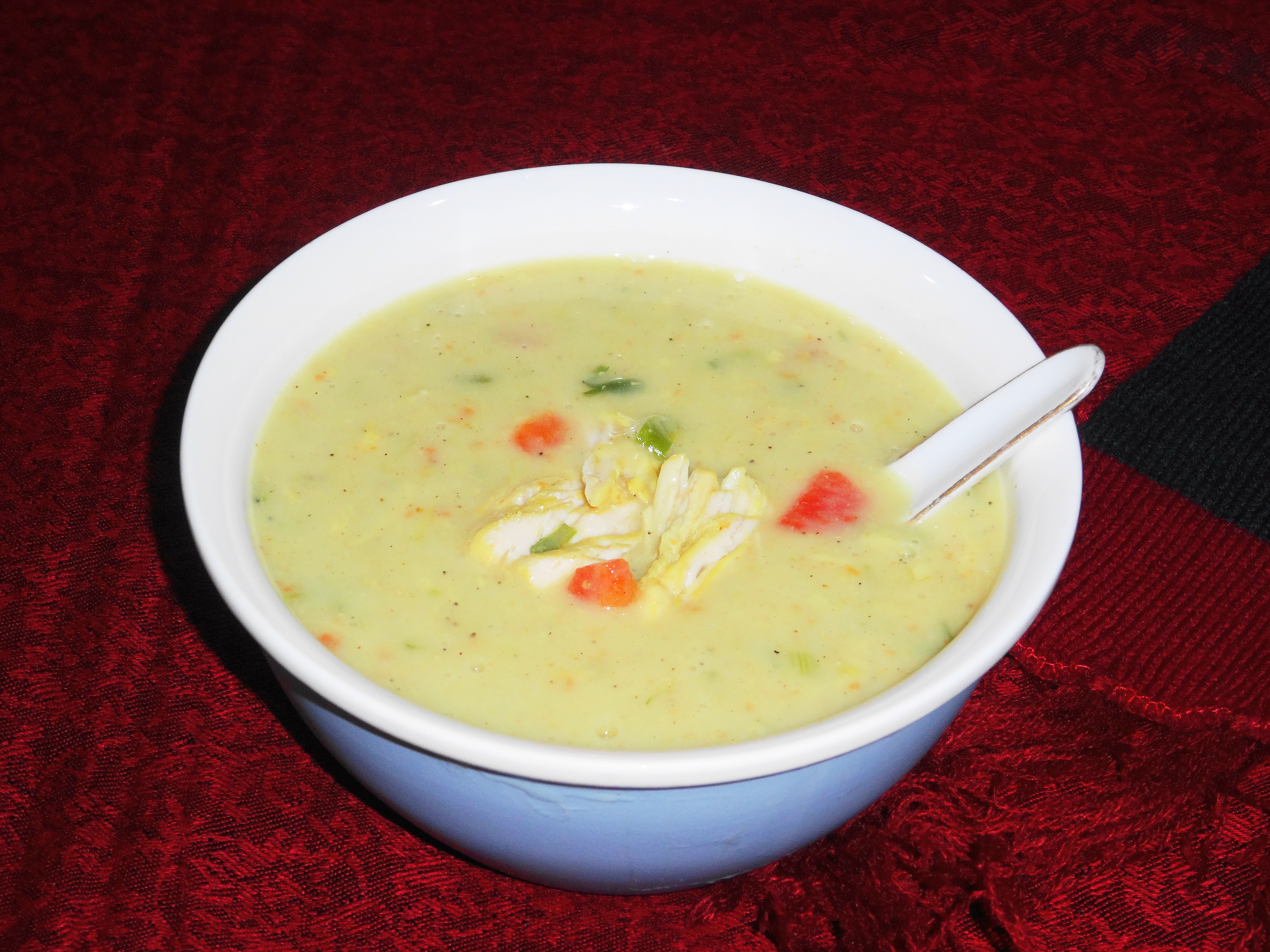
Sopa cremosa de frango

Vários termos são usados para se referir a sopas de frango:
- Caldo de galinha é a parte líquida da sopa de frango. Ele pode ser servido puro, usado como brodo ou servido como sopa com macarrão.[8] O caldo pode ser mais suave do que o brodo, não precisa ser fervido por tanto tempo e pode ser feito com partes mais carnudas de frango;[9]

- Bouillon de frango ou bouillon de poulet é o termo francês para caldo de galinha;

- Consommé de frango é um caldo de galinha mais refinado. Geralmente, é coado para ficar perfeitamente claro e reduzido para concentrá-lo;[10][9]

- Ensopado de frango é um prato mais substancial com uma proporção maior de sólidos em relação ao caldo. O caldo também pode ser engrossado[11] para obter uma consistência semelhante à do molho de carne com um roux ou com a adição de dumplings à base de farinha (os bolinhos de matzá não têm o mesmo efeito espessante);[9]

- Caldo brodo de frango é um líquido no qual ossos e vegetais de galinha foram cozidos em fogo brando para servir como ingrediente em pratos mais complexos.[12] O brodo de frango geralmente não é servido puro e pode ser feito com partes menos saborosas do frango, como pés, pescoços ou ossos: o maior teor de ossos nessas partes contribui com mais gelatina para o líquido, tornando-o uma base melhor para molhos. O brodo pode ser fervido novamente e reutilizado como base para um novo caldo. Cubos de caldo ou bases de sopa são frequentemente usados em vez de caldo de galinha preparado do zero.[9]

## Supostas propriedades medicinais
Há muito tempo, a sopa de frango é apontada como uma forma de medicina popular para tratar os sintomas do resfriado comum e condições relacionadas. Em 2000, cientistas do Centro Médico da Universidade de Nebraska, em Omaha, estudaram o efeito da sopa de frango sobre a resposta inflamatória in vitro. Eles descobriram que alguns componentes da sopa de frango inibem a migração de neutrófilos, o que pode ter um efeito anti-inflamatório que, hipoteticamente, poderia levar a um alívio temporário dos sintomas da doença. Entretanto, como esses resultados foram obtidos de células purificadas (e aplicadas diretamente), o efeito in vivo da sopa diluída é discutível. O New York Times analisou o estudo da Universidade de Nebraska, entre outros, em 2007 e concluiu que "nenhuma das pesquisas é conclusiva, e não se sabe se as alterações medidas em laboratório realmente têm um efeito significativo em pessoas com sintomas de resfriado".
Também foi demonstrado que a sopa de frango contém o aminoácido cisteína, que é muito semelhante à acetilcisteína, usada pelos médicos em pacientes com bronquite e outras infecções respiratórias para ajudar a eliminá-las.
A sopa de frango também é conhecida como "penicilina judaica", seja como uma penicilina ersatz, ou como alternativa à penicilina.

## Em diferentes culturas

### China
Muitas sopas da culinária chinesa são baseadas em caldo de galinha. A sopa de frango típica da China é feita com aves velhas e temperada com gengibre, cebolinha, pimenta-do-reino, molho de soja, vinho de arroz e óleo de gergelim. Uma versão mais elaborada pode ser feita com galinha caipira recém-abatida e várias ervas, como ginseng, goji seco e raiz de gengibre. A sopa é então fervida por horas.

### Colômbia

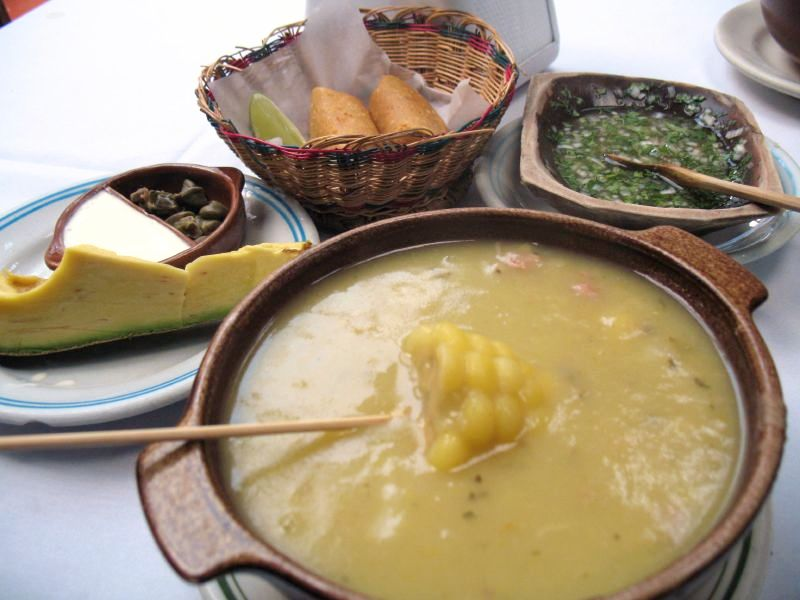
Ajiaco de Bogotá, Colômbia

Bogotá, capital da Colômbia, é conhecida por uma versão de sopa de frango chamada ajiaco. Além do frango, o ajiaco normalmente inclui milho, três tipos de batata, abacate, alcaparras, uma erva chamada guascas e é servido com um pouco de creme de leite.
O Sancocho de gallina é outro prato popular em toda a Colômbia e nos países vizinhos. Trata-se de um caldo que inclui pedaços inteiros de galinha (geralmente bastante duros) com grandes pedaços de banana-da-terra, batata, mandioca e/ou outros vegetais. Uma tigela de sancocho geralmente é uma refeição inteira.

### Dinamarca
O hønsekødssuppe dinamarquês é tradicionalmente cozido usando galinhas grandes reservadas especificamente para sopa, conhecidas como suppehøner ("galinhas de sopa"). Geralmente, são adicionados legumes como aipo, cenoura, cebola e alho-poró, e os condimentos típicos são tomilho, louro e pimenta-branca. A sopa pode ser servida com pequenos bolinhos e almôndegas. Como parte das tradicionais tarefas domésticas, a carne cozida é reservada para outros pratos, como høns i asparges ("galinhas em aspargos") ou hønsesalat ("salada de frango").

### França
Os franceses servem formas de caldo e consommé à base de frango. Os temperos típicos franceses para sopa de galinha incluem: folhas de louro, tomilho fresco, vinho branco seco e alho.

### Alemanha
Na Alemanha, a sopa de frango é feita com caldo de galinha, legumes, como cenoura, temperos e ervas e macarrão pequeno. Para o caldo, uma galinha grande, chamada de Suppenhuhn (lit.: "galinha da sopa"), pode ser cozida, e pedaços dela - especialmente do peito cozido - podem ser adicionados posteriormente à sopa. No sul da Alemanha, a sopa de frango caseira geralmente consiste em caldo de galinha, ao qual são adicionados temperos e bolinhos de semolina ou macarrão. Outro prato feito com caldo de galinha, pedaços de frango, legumes cozidos e temperos é conhecido como Hühnereintopf, que significa "ensopado de galinha". Como alternativa, o macarrão caseiro pode ser adicionado ao caldo de galinha, sem legumes e apenas com tempero de conserva, sal e pimenta.

### Gana
Em Gana, a sopa de frango, também conhecida como sopa leve de frango, é feita cozinhando o frango em uma mistura de tomate, cebola, pimenta e outros temperos e, às vezes, berinjela-branca e é servida principalmente com fufu ou sozinha.

### Grécia
Na Grécia, a sopa de frango é mais comumente feita à moda do Avgolemono ("ovo-limão"), em que ovos batidos misturados com limão são adicionados a um caldo lentamente para que a mistura aqueça sem coalhar, adicionando também arroz ou massa como kritharáki ("pequena cevada"), resultando em uma consistência mais grossa. É um remédio tradicional para cólicas, dores de estômago e ressaca.

### Hungria
A sopa de frango húngara é uma sopa clara, um consommé, chamada sopa de frango Újházi. Um consommé com pedaços inteiros de frango, fígado e coração de galinha, com legumes em pedaços e temperos como pimenta-do-reino inteira, folhas de louro, sal e pimenta-do-reino moída. Os legumes cozidos com os pedaços de frango são, geralmente, cenoura, aipo, raiz de salsa e pastinaga. Aletria para sopa, bolinhos de semolina, macarrão fino Spätzle ou dumplings também são adicionados à sopa. Até mesmo outros vegetais podem ser usados, como ervilhas verdes, um tomate inteiro e cebolas inteiras cozidas com a sopa, cogumelos, aspargos, aipo, pimentão verde, couve-flor, couve-rábano, vagem ou salsa, em diferentes combinações.

### Indonésia

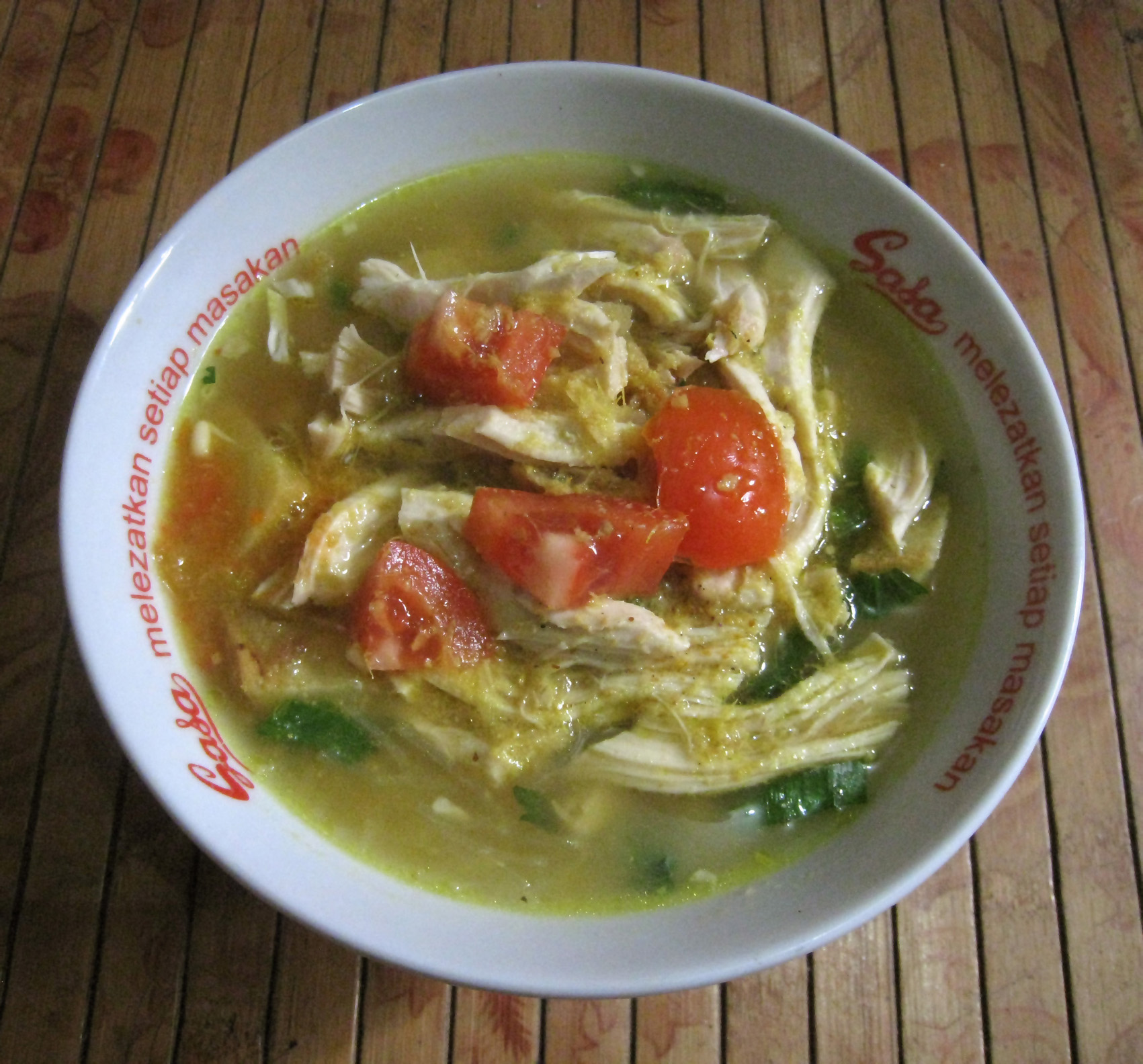
Soto ayam, uma versão de sopa de frango popular na Indonésia

Na da Indonésia, a sopa de frango pode aparecer como sayur sop, uma sopa de legumes e caldo de galinha que contém pedaços de frango, batata, vagem, cenoura, aipo e chalota frita. Outra variante de sopa de frango comumente encontrada em todo o país é a soto ayam, uma sopa de frango picante amarela com legumes e macarrão ou aletria, servida com arroz cozido no vapor, pedaços de lontong ou ketupat.

### Itália
Na Itália, a sopa de frango é frequentemente servida com massa, em pratos como cappelletti in brodo, tortellini in brodo e passatelli. Mesmo quando servida sozinha, a carne e os vegetais usados geralmente são retirados do caldo e servidos em um segundo prato.

### Japão
No Japão, a sopa de frango é conhecida como torijiru. Normalmente, ela começa com dashi, que é feito com a fervura de konbu (alga marinha) e katsuobushi (flocos secos de atum bonito), e não com a fervura do frango (o frango inteiro não costuma estar disponível nos supermercados japoneses). Depois que o dashi é preparado, geralmente são usados pedaços de carne de coxa de frango desossada e combinados com vegetais como rabanete daikon, cenoura, bardana, konjac, cebolinha verde, cogumelos, batatas e raiz de taro. No final, são adicionados diferentes temperos, dependendo da região do país ou do tipo de sopa. Pode ser uma sopa à base de missô ou de molho de soja. O saquê, o mirin, o sal e o vinagre de cozinha também são usados com o molho de soja ou missô. O equivalente de carne de porco chamado butajiru é mais popular do que a sopa à base de frango.
Os caldos de ossos para ramen também costumam ser feitos com caldo de galinha, que é quase invariavelmente usado na variedade menos comum de kotteri.

### Judaico (Ashkenazi)

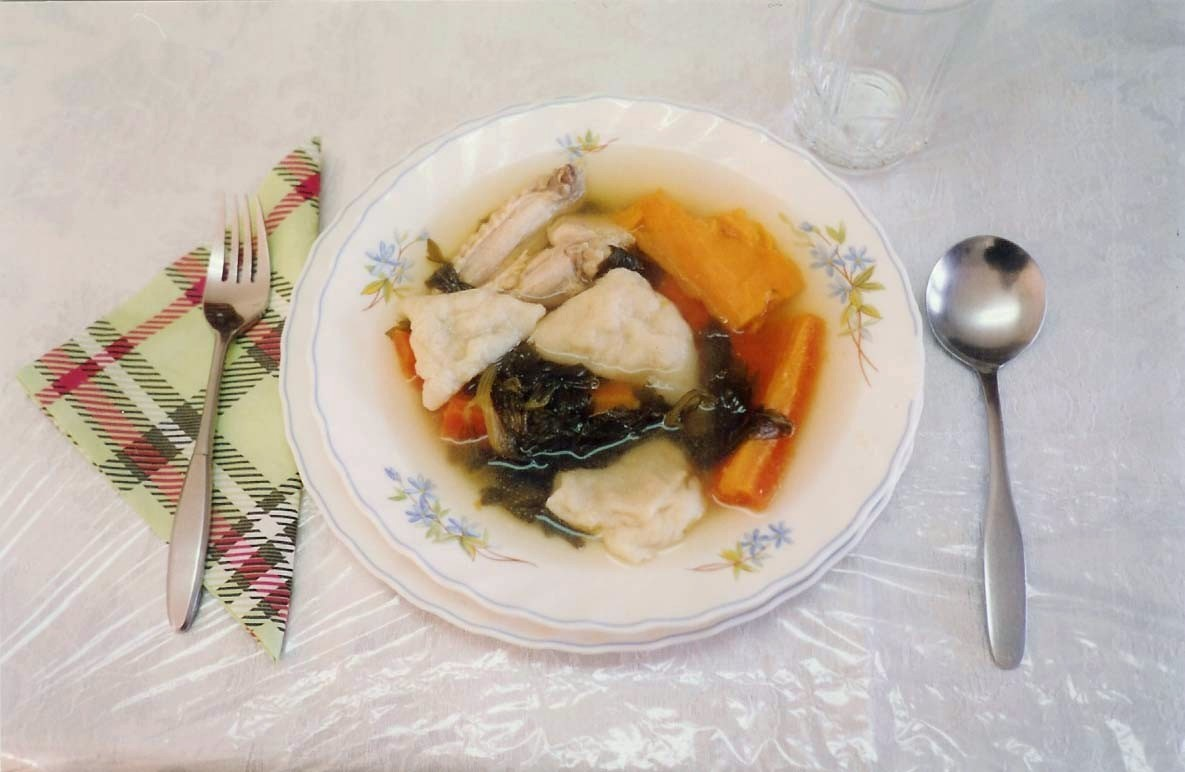
Kreplach em forma de hamantashen flutuam em uma tigela de sopa de frango feita para o Purim seudah.

A sopa de frango é um prato tradicional da cozinha judaica europeia. As comunidades judaicas russas e polonesas usam uma proporção relativamente alta de caldo brodo de frango em sua sopa, feito principalmente com os ossos. A sopa é preparada com ervas como salsinha e endro fresco ou tomilho, e geralmente é servida com knaidlach (bolinhos de matzá), kreplach (bolinhos de massa), lokshen (macarrão com ovos) ou mandlen (Shkedei Marak em Israel) ("amêndoas" de sopa). Uma guarnição tradicional era o eyerlekh (ovos pequenos). Esses ovos de galinha ainda não botados eram retirados de uma galinha e fervidos na sopa. Os padrões modernos de saúde dificultam a obtenção desses ovos atualmente.

### Coreia

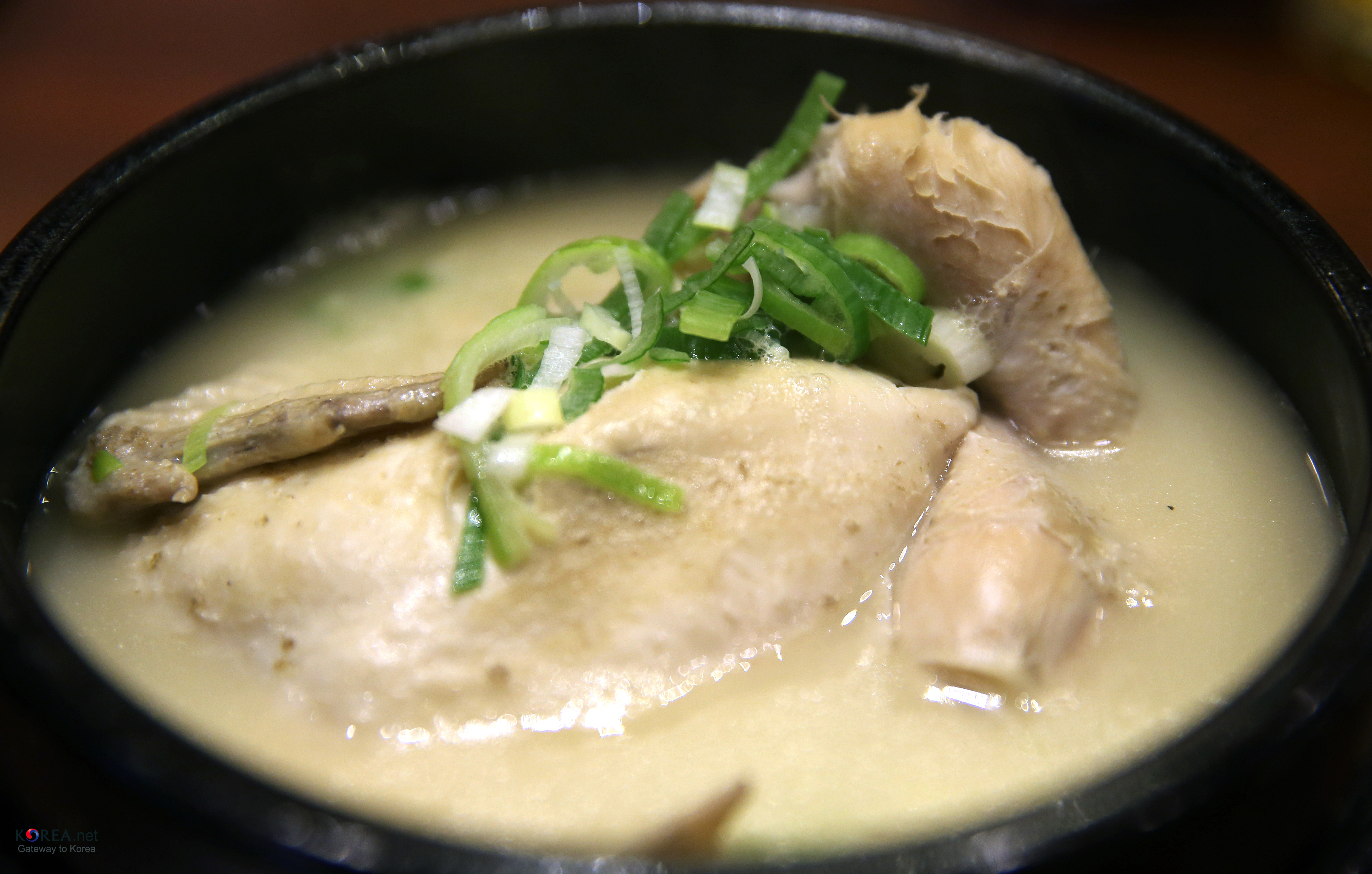
Samgyetang, uma sopa de frango coreana

Samgyetang é uma sopa de frango coreana com insam (ginseng coreano), daechu (frutas secas de jujubeira), alho, gengibre, arroz glutinoso e, às vezes, outras ervas medicinais. Acredita-se que ele não seja apenas uma cura para males físicos, mas também um preventivo de doenças. O Dak baeksuk, um tipo de caldo de galinha com alho, também é popular entre os coreanos. Alguns acreditam que ele ajuda a curar doenças menores, como o resfriado comum. Alguns tipos de baeksuk também contêm macarrão, semelhante à sopa de macarrão.

### México
O caldo de pollo, também conhecido como consome de pollo, é uma sopa comum da América Latina, feita com pedaços inteiros de frango em vez de frango picado ou desfiado, e grandes cortes de vegetais, como meias fatias de batatas e folhas inteiras de repolho. Outra variação da sopa de frango é o caldo tlalpeño, que é guarnecido com abacate picado, queijo branco e uma pimenta chipotle.

### Peru
Aguadito de pollo é uma sopa de frango tradicional da culinária peruana, composta de frango, coentro, vegetais e especiarias.
Caldo de Gallina (lit., "caldo de galinha"), a forma peruana de sopa de frango, é feita com pedaços inteiros de frango em vez de frango picado ou desfiado, juntamente com batatas, macarrão com ovos e ovos cozidos. Cunhas de limão e pasta de pimenta chili ou aji são adicionadas como condimentos.

### Filipinas

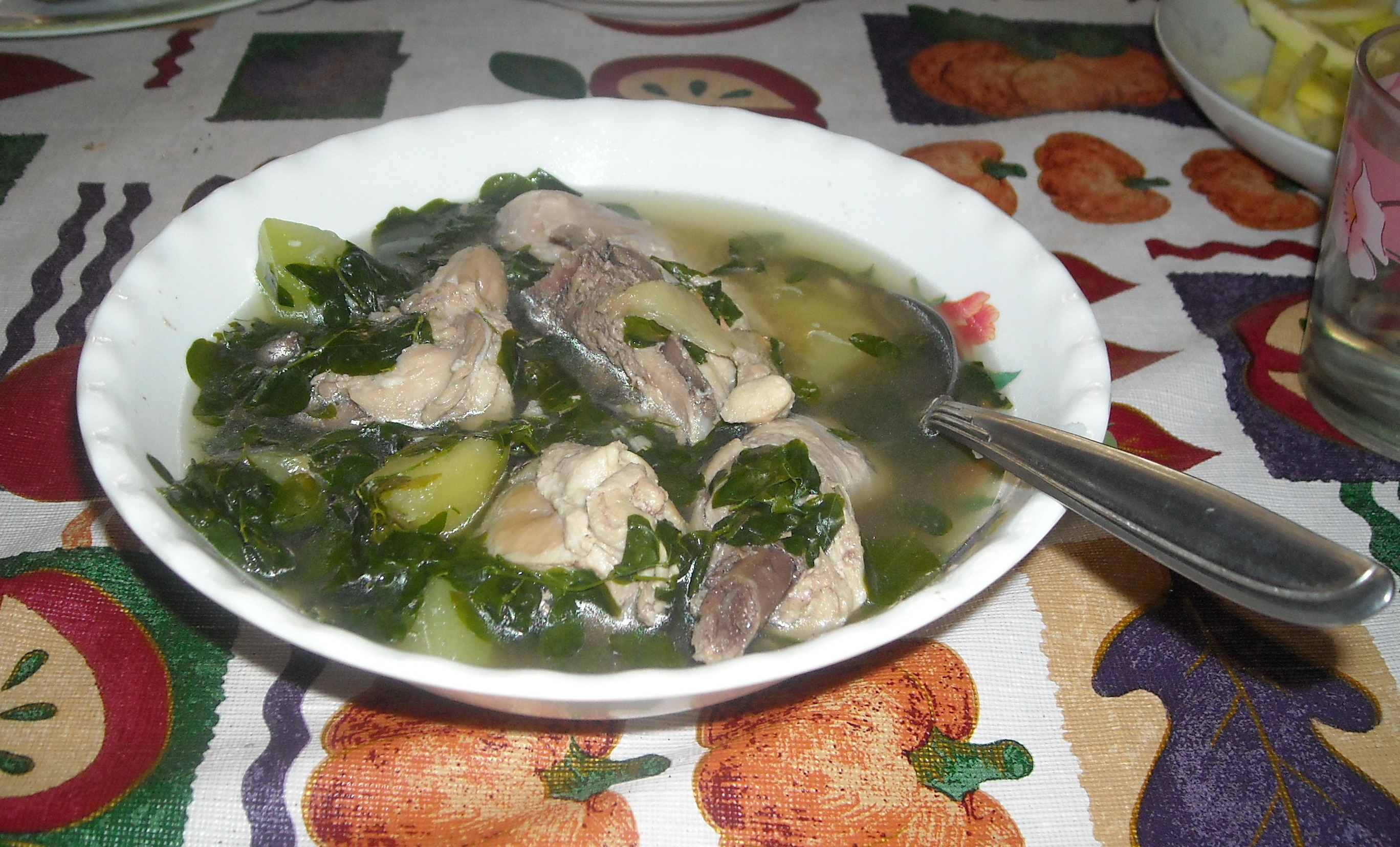
Uma tigela de Tinola, uma sopa de frango das Filipinas

A sopa de frango nas Filipinas é chamada de sopas e tem algumas influências ocidentais. Embora haja muitas variações na receita, ela geralmente contém tiras de frango em caldo, cebola, legumes (principalmente cenoura, repolho e aipo) e macarrão. É cozida com leite evaporado para dar um sabor mais rico. As sopas são normalmente associadas à estação fria e chuvosa nas Filipinas e, portanto, podem ser consideradas um alimento reconfortante local.
Outra sopa de frango é chamada de mami, cujo estilo deriva de outros países asiáticos vizinhos, especialmente da Ásia Oriental, e normalmente é servida com frango fatiado, caldo, macarrão e legumes picados. A Mami também está associada à estação fria e chuvosa.
Outros pratos com frango são considerados sopas. O Tinola tem cortes de frango em caldo, com gengibre, chuchu e folhas de pimenta malagueta. O Sinampalukang manok às vezes é considerado uma versão de frango do sinigang, mas neste a carne é dourada primeiro antes de ser fervida na água e usa folhas de tamarindo. O Kadyos, manok, kag ubad das Vissaias Ocidentais usa guandu e medula de bananeira.

### Polônia
A sopa de frango da Polonesa é chamada de rosół, e é comumente servida com macarrão fino, cenouras cozidas e salsa todos os domingos. O caldo é servido separado da carne de frango.
Há muitos tipos de rosół, como:
Rosół Królewski (rosół real), feito com três carnes: carne bovina ou vitela, aves brancas (galinha, peru ou frango) e aves escuras como pato, ganso (somente de cultivo), alguns míscaros desidratados, uma única folha de repolho e uma variedade de vegetais como salsa, aipo, cenoura e alho-poró. O cozimento deve levar pelo menos seis horas de fervura sensível em fogo baixo. No final, uma cebola levemente queimada é adicionada à sopa.
O Rosół myśliwski (Rosół do caçador) é feito com uma variedade de aves selvagens, como faisão, tetraz, tetraz, perdiz-preta ou perdiz-cinzenta, com uma pequena adição de carne de veado, alguns cogumelos selvagens e 2 a 3 frutos de zimbro.

### Portugal e Brasil
A sopa de frango é conhecida como canja, um caldo de galinha preparado com arroz ou macarrão e carne de frango desfiada. Acredita-se que ela ajuda a pessoa a combater resfriados e problemas digestivos, entre outras formas leves de doença.

### Romênia e Moldávia
Na maioria das regiões da Romênia, a sopa de frango, conhecida como supă de pui, consiste em uma sopa clara ou densa e azeda com caldo de frango e vegetais coado, muitas vezes com adição de macarrão. Diferentes versões usam pedaços de frango e pedaços de legumes cozidos (exemplos: cebola, cenoura, pastinaga, aipo, abobrinha, ervilha, feijão, folhas e raiz de salsa, pimentão) e é temperada geralmente com um creme azedo (smântână), suco de tomate, suco de limão ou borș.

### Taiwan
Na sopa de frango à moda de Taiwan, às vezes também são adicionadas frutas de jujuba secas, shiitake seco e outras ervas diversas. Embora seja possível usar ginseng comum na receita, um tipo especial de ginseng chamado San qi é comumente usado. Ele é cultivado quase exclusivamente no condado de Wenshan, província de Yunnan. As raízes são pulverizadas para facilitar o uso, embora também seja possível usar as flores.

### Rússia e Ucrânia
Os eslavos orientais tradicionalmente preferem um caldo de frango e legumes, muitas vezes simples, com adição de macarrão ou arroz e uma pitada de ervas frescas. Outro tipo de sopa de frango inclui frango, macarrão, cenoura, batata e cebola. Alguns cozinheiros adicionam ovo cozido picado e até mesmo creme azedo às suas variações da sopa.

### Reino Unido
Tradicionalmente, a sopa de frango (ou caldo) na Grã-Bretanha é uma sopa clara e aguada com vegetais em pedaços (como cenoura, aipo e cebola), frango, sal e pimenta. No entanto, uma variedade espessa e cremosa chamada de sopa de frango cremosa, que pode não conter nenhum pedaço de vegetal (dependendo da receita), é mais popular atualmente. Uma versão diferente da Escócia que se tornou popular em todo o Reino Unido é a cock-a-leekie soup, um caldo claro e fino de frango desfiado e alho-poró.

### Estados Unidos e Canadá

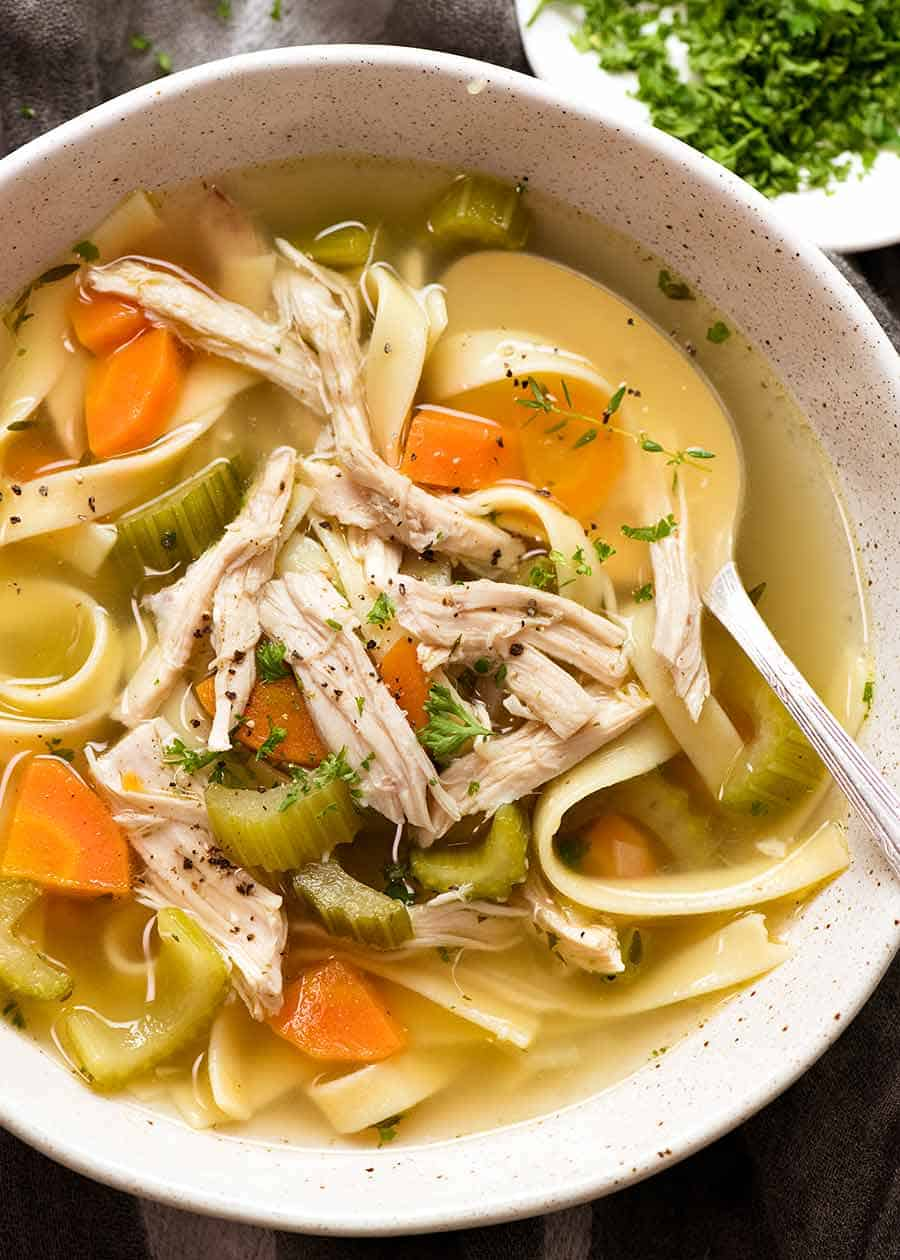
Sopa de macarrão com frango no estilo americano

Nos Estados Unidos e no Canadá, a sopa de frango geralmente contém macarrão ou arroz, o que lhe dá o nome comum de "chicken noodle soup" (lit.: sopa de macarrão de frango). O termo pode ter sido concebido em um comercial da Campbell Soup Company na década de 1930. As 21 variedades originais da sopa condensada Campbell's apresentavam "chicken soup with noodles" (sopa de frango com macarrão), mas quando ela foi anunciada no programa de rádio Amos 'n' Andy na década de 1930, por um lapso de linguagem, a sopa foi chamada de "chicken noodle soup". Tradicionalmente, a sopa de frango americana era preparada com galinhas velhas, duras e fibrosas demais para serem assadas ou cozidas por pouco tempo. Nos tempos modernos, essas aves são difíceis de encontrar, e os frangos de corte (frangos jovens adequados para assar ou grelhar) são frequentemente usados para fazer sopa de frango.

#### Sopa de frango enlatada

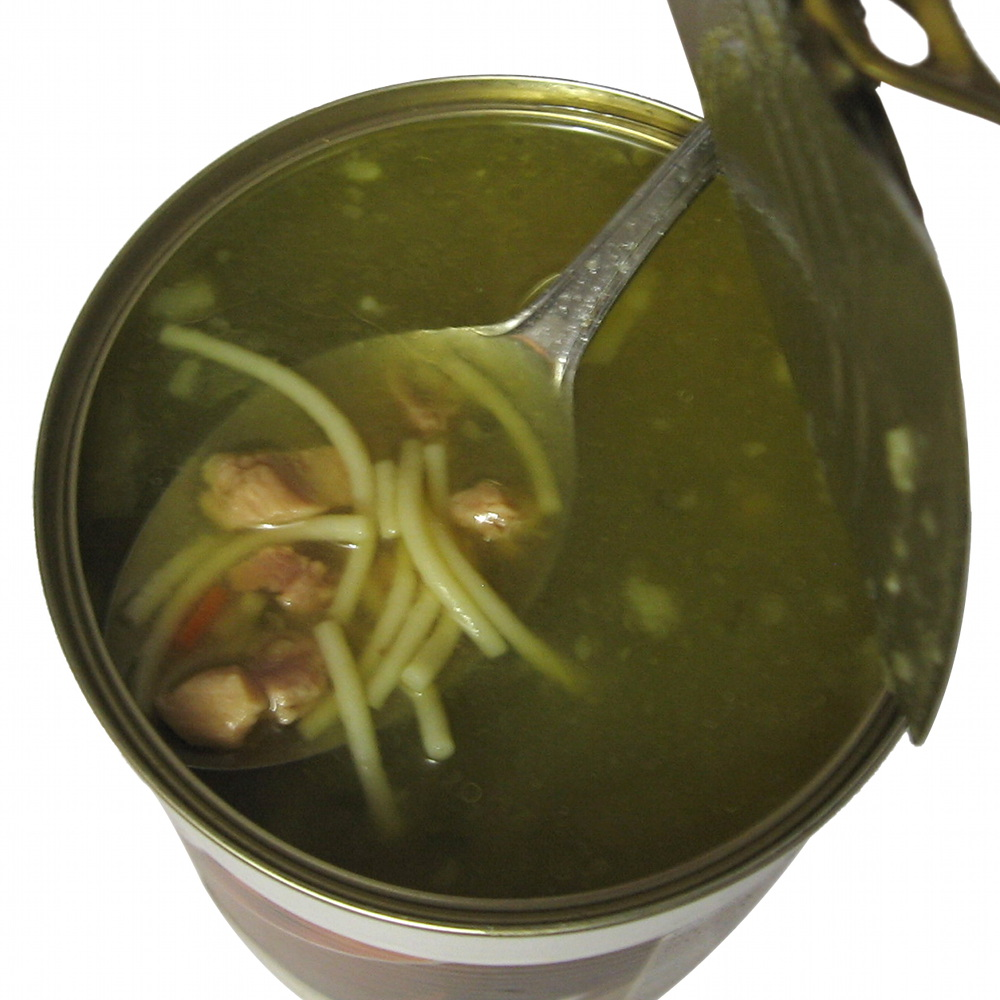
Sopa de frango enlatada (não condensada)

Frequentemente (mas nem sempre) vendida como uma sopa condensada, a sopa de frango enlatada, como a sopa de frango com macarrão da Campbell, é notável por seu alto teor de sódio: 890mg por 1⁄2 porção de xícara. Isso equivale a uma tigela de sopa de 1+1⁄2 xícaras cerca de 2.500mg de sódio, uma dose diária completa no caso dessa marca convencional. Outras sopas de frango condensadas produzidas pela Campbell's, como a Chicken with Rice ou a sopa Chicken & Stars, têm quantidades semelhantes, assim como as versões genéricas do produto.
A sopa de frango enlatada com muito menos sódio do que a formulação tradicional está disponível, incluindo muitas variedades produzidas pela Campbell's, algumas com apenas 100mg de sódio. A Campbell's alega que a produção de uma sopa de macarrão de frango que terá ampla aceitação do consumidor - em suma, que será vendida - é muito difícil, por isso precisa equilibrar a saudabilidade com o teor de sódio.
Normalmente, os principais ingredientes dessa sopa enlatada são:
- Caldo de galinha
- Frango
- Macarrão
- Cenouras
- Sal
- E outros, como aipo, alface ou cogumelos, dependendo da marca

## Na mídia

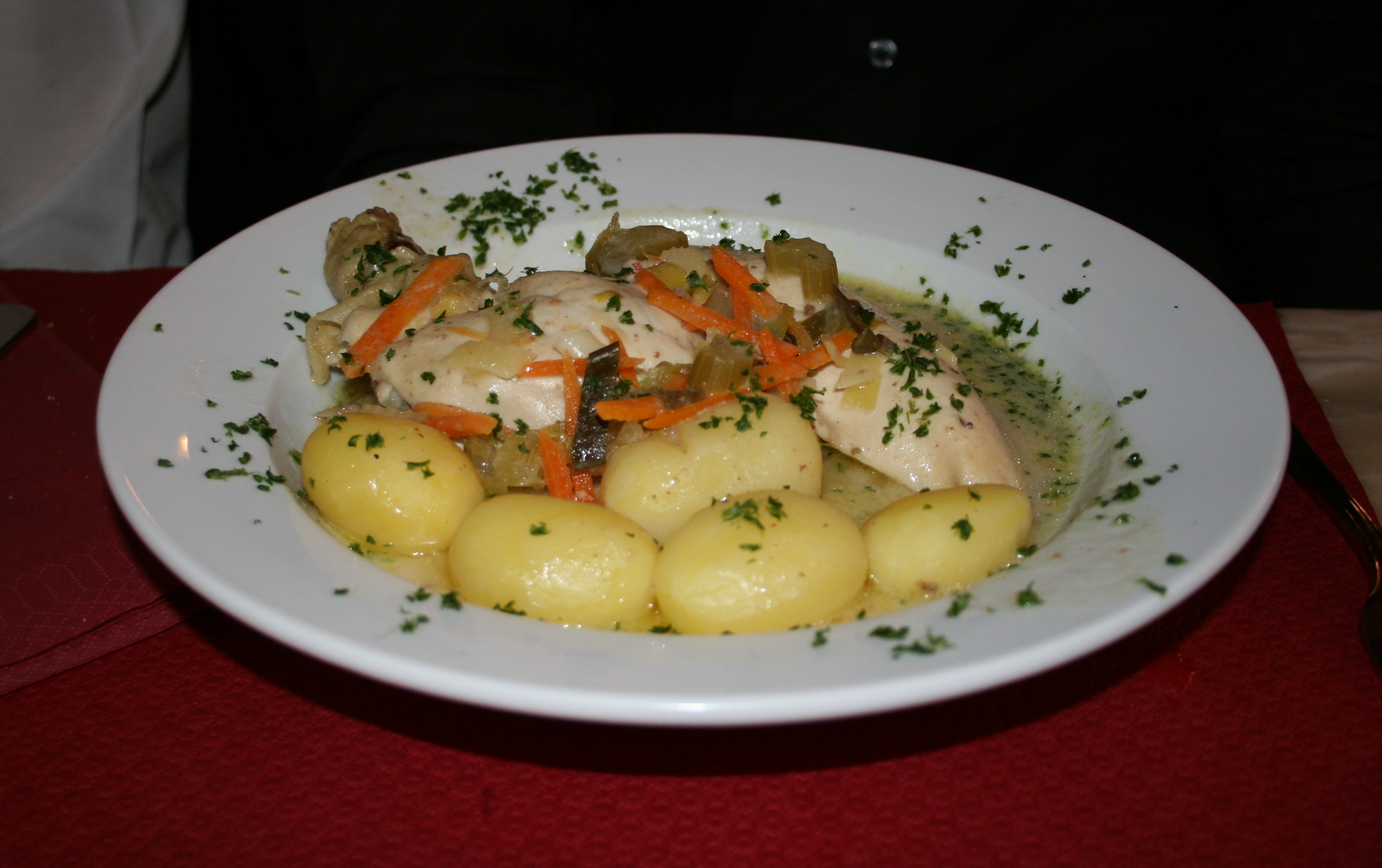
Waterzooi feito com frango, batatas e creme de leite

- Há uma série de livros de terapia motivacional intitulada Chicken Soup for the Soul (Sopa de frango para a alma);[71]
- "Chicken Soup" foi o título de uma série de curta duração de 1989 da ABC, estrelada por Jackie Mason;[72]
- "Chicken Noodle Soup" com Young B. foi transformada em uma música popular de hip-hop por DJ Webstar.[73][74]
- Chicken Soup with Barley é uma peça de 1956 do dramaturgo britânico Arnold Wesker. Ela explora os desafios enfrentados por uma família de imigrantes judeus comunistas no Reino Unido de 1936 a 1956.[75][76]
- Chicken Soup with Rice (Sopa de frango com arroz) é um poema do autor e ilustrador Maurice Sendak. Foi popularizado em 1975 por um musical de desenho animado na TV intitulado Really Rosie. Carole King deu voz à personagem-título. Ela também escreveu a música e cantou todas as canções.[77][78][79]
- A obra de Andy Warhol Campbell's Soup Cans retrata cinco variedades de sopas Campbell's: macarrão e frango, gumbo de frango, creme de frango, frango com arroz e frango com legumes.[80][81]
- O rapper J-Hope, do grupo K-pop BTS, da Coreia do Sul, lançou um single solo intitulado "Chicken Noodle Soup" em 2019, com a participação de Becky G.[82]
- A banda australiana de punk rock judaico YIDcore lançou um EP em 2002 chamado The Great Chicken Soup Caper. O mascote da banda é uma galinha de borracha.